# مايكل سكوت (كرة سلة)
مايكل سكوت (بالإنجليزية: Michael Scott)‏ مواليد 13 مارس 1986 في إنديانابوليس، هو لاعب كرة سلة أمريكي. بدأ مسيرته الاحترافية في سنة 2008. يبلغ طوله 6 قدم 8 بوصة (2.0 م).

## المسيرة الاحترافية
لعب مع طرابزون سبور لكرة السلة في الدوري التركي في موسم 2008–2009، ثم لعب مع بي جي غوتنغن في الدوري الألماني في موسم 2010–2011، ثم لعب مع نادي رادنيتشكي كراغوييفاتس لكرة السلة في موسم 2011–2012، ثم لعب مع سبيرو شارلوروا في سنة 2012، ثم لعب مع نادي ريد ستار لكرة السلة في موسم 2012–2013.

## روابط خارجية
- مايكل سكوت على موقع الدوري الأوروبي لكرة السلة (الإنجليزية)
- مايكل سكوت على موقع كرة السلة الأوروبية.كوم (الإنجليزية)
- مايكل سكوت على موقع كلية كرة السلة في سبورتس رفرنس.كوم (الإنجليزية)
- مايكل سكوت على موقع بروبوليرز (الإنجليزية)
- مايكل سكوت على موقع سبورتس رفرنس (الإنجليزية)